# Iskander-Daria

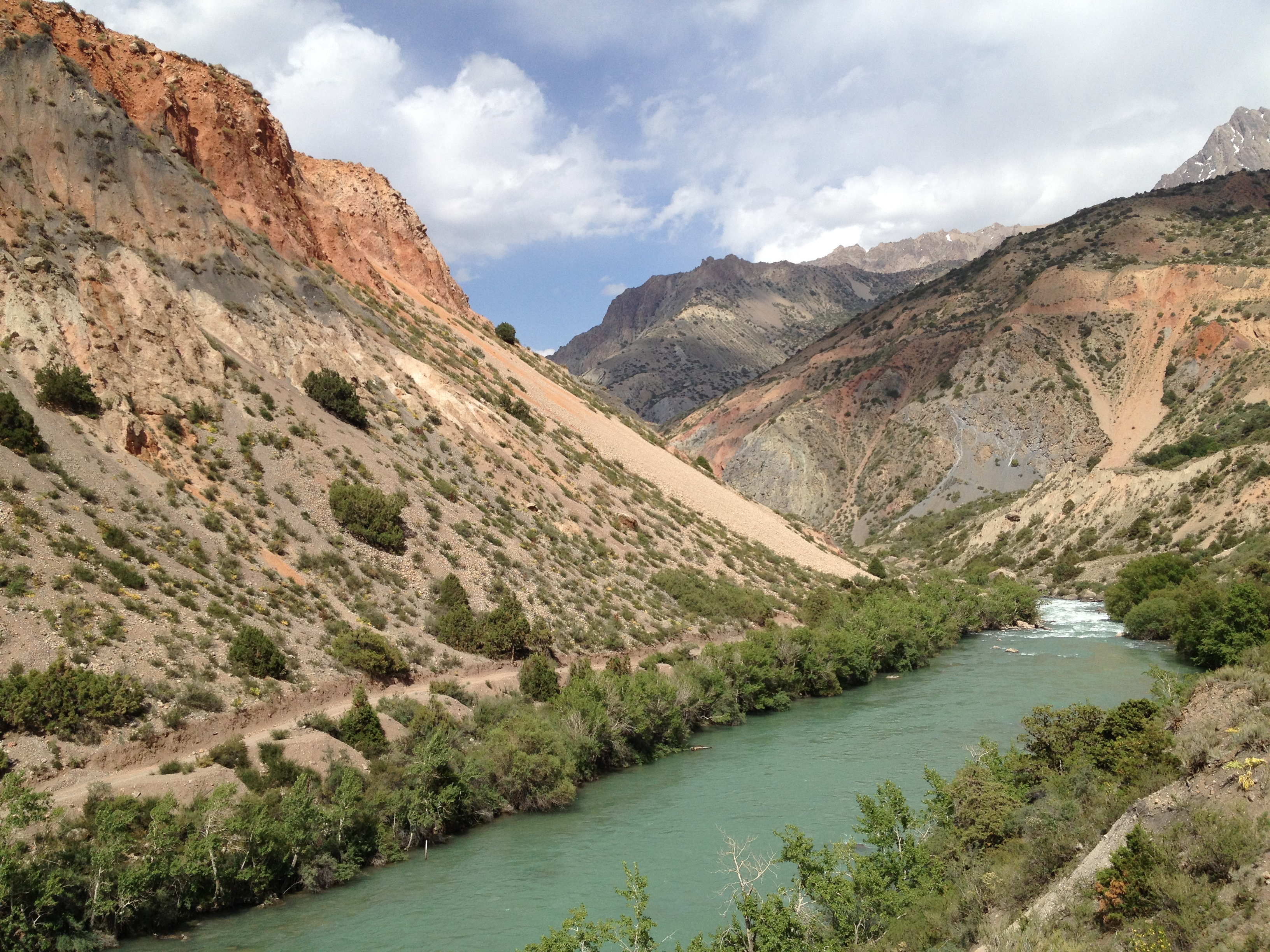

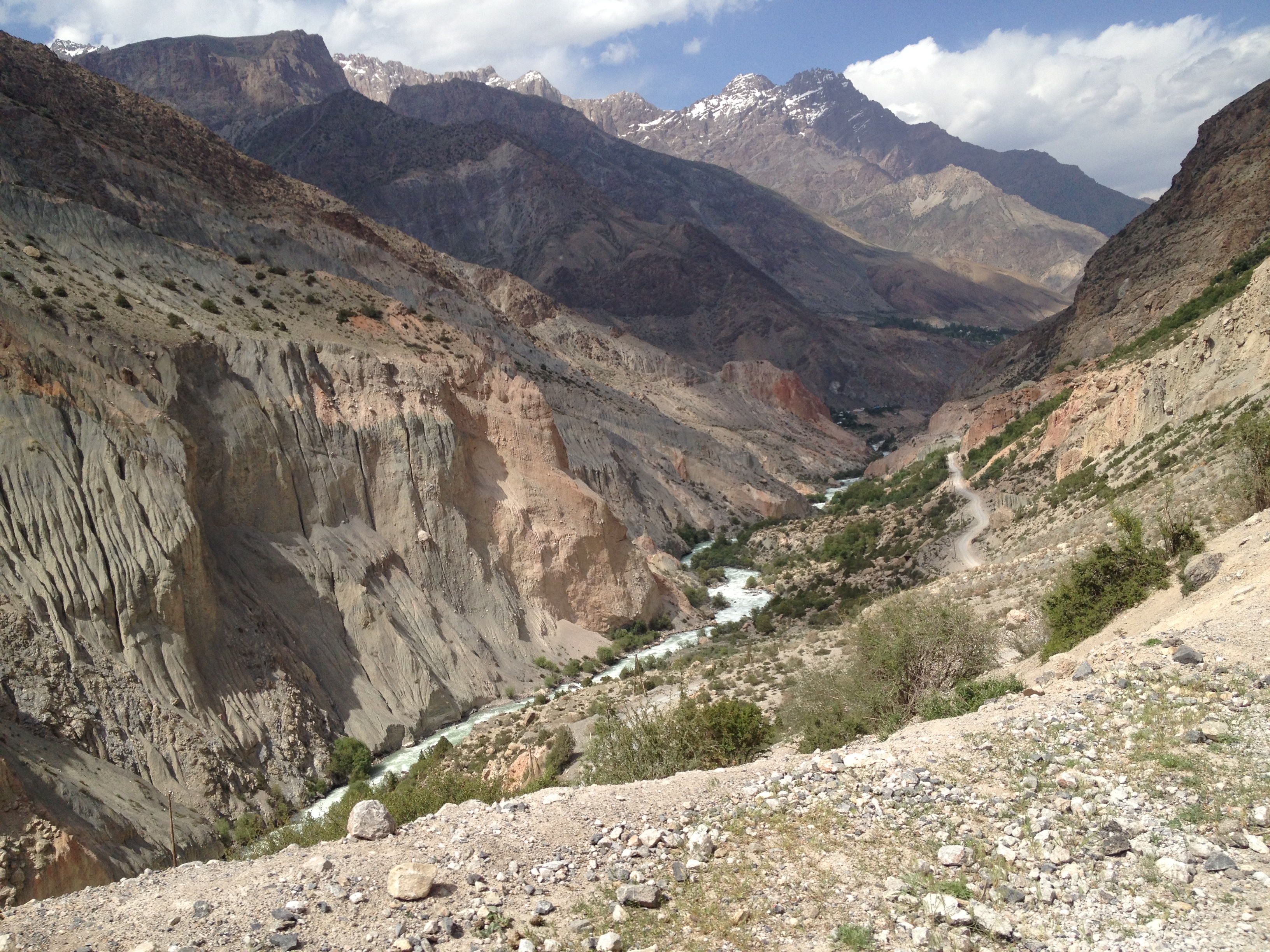

Pour les articles homonymes, voir Daria.
L'Iskander-Daria est une rivière du Tadjikistan. Il est avec le Yaghnob une des deux rivières-source du Fan-Daria, affluent du Zeravchan en rive gauche. Il est donc un sous-affluent de l'Amou Daria par le Fan-Daria puis par le Zeravchan. 

## Géographie
L'Iskander-Daria naît sous le nom de Saritag, sur les pentes nord-occidentales des monts Gissar dans la province tadjike de Sughd, à quelque 85 kilomètres au nord-ouest de la ville de Douchanbé. Son cours, d'abord orienté vers l'est, adopte progressivement la direction du nord-est. Il forme bientôt le lac Iskanderkoul, lequel reçoit plusieurs autres tributaires moins importants (avant tout le Khozormech et le Serima), drainant eux aussi le secteur nord des monts Gissar. Sorti du lac, en tant que rivière émissaire, l'Iskander-Daria continue sa route vers le nord-est et conflue bientôt avec le Yaghnob venu de gauche, qui draine la partie nord-est des monts Gissar. Les deux rivières forment alors le Fan-Daria.
Immédiatement après, le Fan-Daria prend la direction du nord, franchit les monts Zeravchan qui bordent au sud la vallée du Zeravchan, et après 24 kilomètres se jette dans celui-ci en rive gauche.

## Hydrométrie - Les débits à Istok
Le débit de l'Iskander-Daria a été observé pendant 50 ans (1936-1985) à Istok, localité située à peu de distance de son confluent avec le Zeravchan. 
À Istok, le débit inter-annuel moyen ou module observé sur cette période était de 18,7 m3/s pour un bassin versant de 760 km2. La lame d'eau écoulée dans le bassin atteint ainsi le chiffre de 775 millimètres par an, ce qui doit être considéré comme élevé.
Rivière alimentée avant tout par la fonte des neiges et des glaciers, l'Iskander-Daria est un cours d'eau de régime typiquement nivo-glaciaire qui présente deux saisons très tranchées.
Les hautes eaux se déroulent de fin mai à fin août, ce qui correspond à la fonte des neiges et des glaciers des hauts sommets des monts Gissar. Dès la seconde moitié du mois d'août, le débit de la rivière baisse rapidement, ce qui mène à la période de basses eaux, qui a lieu d'octobre à avril inclus. Durant toute cette période, le débit reste assez modeste. On remarque que plus de 68 % du débit annuel total est dû au seul trimestre « chaud » de juin-juillet-août.
Le débit moyen mensuel observé en mars (minimum d'étiage) est de 3,35 m3/s, soit près de 20 fois moins que le débit moyen du mois de juillet (61,6 m3/s), ce qui souligne l'amplitude importante des variations saisonnières. Sur la durée d'observation de 50 ans, le débit mensuel minimal a été de 2,49 m3/s, tandis que le débit mensuel maximal s'élevait à 91,5 m3/s. D'une année à l'autre les débits mensuels se montrent fort stables.